# Pseudoproleptus mastacembeli
Pseudoproleptus mastacembeli is een rondwormensoort uit de familie van de Cystidicolidae. De wetenschappelijke naam van de soort is voor het eerst geldig gepubliceerd in 1988 door Gupta & Jaiswal.